# Rutger Backe
Rutger Backe (ur. 14 stycznia 1951 w Falkenbergu) – szwedzki piłkarz występujący na pozycji napastnika.

## Kariera
W barwach Halmstads BK rozegrał 209 spotkań i zdobył 77 bramek w Allsvenskan. Wraz z Halmstads dwukrotnie zdobył mistrzostwo Szwecji (1976, 1979). W sezonie 1976 został też królem strzelców Allsvenskan (21 goli).
W reprezentacji Szwecji zadebiutował 15 sierpnia 1979 w przegranym 0:2 towarzyskim meczu z Norwegią, a 5 września 1979 w przegranym 1:3 pojedynku el. do ME 1980 z Francją strzelił swojego pierwszego gola w kadrze. W latach 1979–1980 w drużynie narodowej rozegrał osiem spotkań i zdobył dwie bramki.